# Petar Salopek
Petar Salopek (Prezid, 28. lipnja 1909. – Petrinja, 21. srpnja 1989.) je akademski slikar, diplomirao 1936. na Akademiji likovnih umjetnosti u Zagrebu. Kao likovni pedagog, profesor likovnog odgoja, proveo je radni vijek od 1936. do 1940. na gimnaziji u Kninu, te poslije Drugog svjetskog rata od 1945. do 1970. kratko na osnovnoj a potom dugi niz godina na Učiteljskoj školi u Petrinji, odgajajući generacije budućih učitelja. Cijelo to vrijeme povremeno sudjeluje na revijalnim izložbama zadruge LIKUM i ULUH-a (Udruženja likovnih umjetnika Hrvatske) u Zagrebu. Samostalno izlaže 1950., 1954., 1958., i 1980. u Zagrebu, 1972. u Sisku, a post mortem 1997. i 2005. u Petrinji. Pretežit dio radova ostvario je u tehnici ulja na platnu. Njegovi osnovni slikarski motivi su mrtva priroda (cvijeće), portreti znanaca, a najzastupljeniji motiv je kupski pejzaž. U hrvatskom je slikarstvu prepoznatljiv kao ekspresivni slikar kupskih krajolika.

## Životopis

### Rane godine
Petar Salopek rođen je 28. lipnja 1909. u Prezidu (kotar Čabar u Gorskom kotaru) u obitelji Mihovila Salopeka, državnog financijskog činovnika. Obitelj je "po zahtjevu službe" ubrzo preselila u Vrbovsko, te potom u Bjelovar, mjesto njegove mladosti, osnovnog i gimnazijskog školovanja. U njegovo diečačko doba majka mu umire od epidemije šarlaha.
Kao dijete u osnovnoj školi Petar je provodio mnogo vremena u prirodi, bjelovarskom okolišu, "ležao u travi osluškujući disanje zemlje, zuj kukaca u poljskom cvijeću ili slušajući šum vjetra u lišću, penjući se po krošnjama drveća", kako je sam jednom kazivao "u dodiru s travama nalazio utjehu i smirenje, vjerojatno kao nadomjestak za izgubljenu majčinu ljubav".
Gimnaziju je pohađao u Bjelovaru. Bila je to ozbiljna škola s oštrim kriterijima, koju je završavao mali broj maturanata. Maturiravši na realnoj gimnaziji 1928. Petar Salopek se zaposlio kao činovnik u bjelovarskom Paromlinu, gdje je ostao godinu dana da bi tada prešao na državno namještenje u gruntovnicu. Nemiran i nezadovoljan životom između formulara, brojeva i tiskanica napustio je nakon godinu dana i to namještenje, i po nekom unutrašnjem imperativu odlučuje se, protiv volje roditelja, za studij slikarstva na Akademiji likovnih umjetnosti u Zagrebu.

### Na Akademiji likovnih umjetnosti u Zagrebu (1931. – 1935.)
S manjom ušteđevinom (pokriće životnih troškova za prva dva mjeseca) uspio se upisati na studij. Studirao je bez potpore roditelja, radeći u slobodno vrijeme najrazličitije poslove za preživljavanje. Tu i tamo ga je novčano podupro brat Stjepan Salopek, učitelj u Grabarju. Studij Likovne akademije u Zagrebu, u klasi Ljube Babića, kod profesora Maksimilijana Vanke i Omera Mujadžića pohađao je od 1931. i diplomirao 1935. "S Babićem je od prvog dana uspostavljen korektan, pomalo nategnut odnos. Neimaština tjera me na gordost. To očito ne pomaže uspostavljanju neposrednog kontakta s bilo kojim profesorom. O zanatskoj strani slikarstva, tehnologiji i bojama ne govori se ništa. Ili to nije potrebno ili se pretpostavlja da se sve znade. Riječ je samo o čisto estetskom vrednovanju slike ili studije… Često pomišljam da su najbolje prošli oni naši slikari koji su završili obrtnu školu, jer su dobili solidne zanatske temelje iz prve ruke."
Kolege na studiju su mu bili: Zoran Mušič, Gabrijel Stupica, Frano Šimunović, Mario Pregelj, Vilko Gliha, Ivan Jakob i Ante Kastelančić. "Dok ja reagiram svim temperamentom na svaki izazov režima i dok nosim srce na tanjuru za patnje drugih, mojih se kolega sve to ništa ne tiče, krajnje ekonomiziraju svojim snagama i mudro gledaju isključivo svoj posao."

### Kninska faza (1936. – 1941.)
Poslije studija akademski slikar 1936. dobiva mjesto profesora na Kninskoj gimnaziji. U Kninu prijateljuje s arheologom Stipom Gunjačom, prati arheološka iskapanja na kninskoj tvrđi i izrađuje crteže rekonstrukcije starohrvatskih ciborija. Tada crtežem komemorira fra Luju Maruna, arheologa, na odru u trenucima njegova klonuća. Već tada u njegov slikarski vidokrug ulazi rijeka ("Motiv s Krke I" i "Motiv s Krke II" 1938/39., "Gola stabla" 1939.). Na izložbi "Pola vijeka hrvatskog slikarstva" 1938. izlaže sliku "Zagorski pejzaž". 1936. godine upoznaje Petrinjku, Zoricu Zadrović, učiteljicu u Prišlinu, vjenčaju se 1937.

### Ratna faza, Sisak (1941. – 1945.)
Godine 1940. u proljeće rođeni su im sinovi Dalibor i Davor u Bjelovaru, ali se supruga s djecom vratila na jesen u Knin. Kad je počeo rat 1941. godine pred četničkim prijetnjama s djecom se sklonila u Petrinju, gdje je u staroj drvenoj kući živjela Zoričina majka Ana Zadrović (rođ. Wagner). Petar je mobiliziran u domobrane, rat je proveo kao ekonom u oficirskoj menzi ("menaži") u Sisku. Slijede ratne godine u uvjetima nesigurnosti za život, svoj, supruge i djece i sudbinu Hrvatske. Ipak i u tom vremenu našao je snage za nekoliko akvarela i autoportret (ulje na platnu), kojeg izlaže na revijalnoj izložbi Društva hrvatskih umjetnika 1943/44. U trenutku preokreta 1945., pred ulaskom partizana u Sisak, nakratko ga zatvaraju ustaše, ali uspjeva pobjeći i skrivati se dan i noć u koprivama iza kasarni pod Viktorovcem i prebaciti se pješke do Petrinje. Sam će se javiti partizanskim vlastima u gradu, ali ga hapse i šalju na Križni put preko Slavonije. U Kovinu dijeli domobransku sudbinu s Otom Švajcerom. Tamo obolijeva od dizenterije. U logor mu stiže poslani paket jabuka (poslan iz Siska preko poštanske službenice Paule Belović); naribana oksidirana jabuka spašava ga od smrti.

### Petrinjsko razdoblje figuracije (1945. – 1963.)
Nakon amnestije vraća se s ostalim preživjelima. Povratak u Petrinju iz Druge svjetske vojne bio je povratak preživjelog domobranskog časnika, koji je prošao kalvariju Križnog puta i razumljivo jest, da je to u obilježenom gradu bio težak, bespravan položaj, s potrebnim dugim vremenom za povratak do svoga građanskog statusa. 
Nakon ratnog vihora, u uvjetima primitivne partijske diktature došljaka, koji su starosjedioce držali građanima drugog reda, bilo je potrebno nekoliko godina psihofizičkog oporavka do povratka platnu i kistu. Slijedi studiozno razdoblje figurativnog slikarstva predstavljeno na samostalnim izložbama u Zagrebu 1950., (s Vilkom Glihom – Selanom), 1954. i 1958. godine.
Službuje kao profesor na osnovnoj, a potom na srednjoj školi, za čije učenike je ostao legenda. Prijateljevao je s kolegama, profesorima petrinjske Učiteljske škole. Ozbiljno intelektualno prijateljstvo održavao je s jezikoslovcem Rikardom Simeonom, u čijem se društvu češće nalazio i filozof Milan Kangrga. S njima je vodio oštre polemike na razgovorima u Zagrebu, a ponekad su bili i gosti u drvenoj kući – korablji u Petrinji. U tu su staru hižu navraćali i slikar Ivan Domac, slikarica Vesna Sokolić, kipar Vanja Radauš, kasnije od mlađih povjesničara umjetnosti Žarko Domljan i Ivo Maroević, pjesnik Josip Sever, sisački pjesnik Slavko Jendričko. Česti je gost bio petrinjski slikar Branko Čačić, kipar Lovro Findrik, a višekratno i Matko Peić i Grgo Gamulin.

### Petrinjsko razdoblje ekspresije (1964. – 1989.)
Prirodi je bio orijentiran "punim plućima", od dječačkih dana ležanja na travi, penjanja po drveću, mladenačkih skautskih izleta, do dugogodišnjeg kupanja i vožnje po Kupi čamcem koji je sam izgradio sa sinovima. Čamac na vesla pružao je trajnu mogućnost kontakta s vodom, promjene vizura na obalu i nebo iznad nje i vjerojatno tome treba zahvaliti za sve ono bogatstvo tonova zelenila na njegovim slikama, koje mnogostruko nadmašuju vizualnu pojavnost predloška u krajoliku.
Slijedi kreativna faza ekspresivnog slikarstva podjednako vidljiva u portretima, kupskim pejzažima i kompozicijama kupača. Nakon odlaska u prijevremenu mirovinu 1970. nastaje razdoblje njegova intenzivnog stvaralaštva. Slikao je nezaustavljivim ritmom, dnevno, u pravilu dvokratno, u jutro i popodne. Slikar je jednom izjavio: "Kad sunce zađe, gotovo u sumrak, sve najbolje razaznajem na slici, boja postaje gotovo opipljiva…"
Unatoč prisnoj kako životnoj tako i slikarskoj vezanosti za petrinjski krajolik i petrinjski prostor, ostao je trajno u kontaktu s vanjskim likovnim tokovima. Studijska putovanja počela su kolektivnim putovanjima s hrvatskim slikarima u Italiju i Španjolsku, a potom, u vrijeme otvaranja granica, individualnim putovanjima u Francusku i Austriju. U Parizu je boravio nekoliko puta po više tjedana, obilazeći muzeje i izložbe. Odlazak u .Zagreb na značajnije izložbe bio je redovit, najmanje jednom mjesečno. Likovnu kritiku u dnevnom tisku i časopisima redovito je pratio i izdvajao pojedine značajnije tekstove.
Godine 1972. na poziv brata Jurja Salopeka odlazi na pola godine u Njemačku (Tubingen), gdje nastaje nekoliko portreta i mrtvih priroda snažne slikarske geste. Istodobno održana je samostalna (dijelom retrospektivna) izložba u Galeriji muzeja Sisak, u postavu autorova sina arhitekta Davora Salopeka.
Godine 1980. samostalno izlaže u Galeriji HDLU-a "Karas" u Zagrebu pod nazivom "Tijek krajolika". "Petar Salopek ne slika da bi živio, on živi da bi slikao." "Tema je Salopekova, dakle, zapravo heraklitska, likovno elementarna – veliki kvatur: zemlja, zrak, svjetlo, voda. Ergo: tijek vijeka. I vijek tijeka."
Nakon izložbe slijedi razdoblje podjednako intenzivnog slikanja, u kojem kreira i nekoliko maestralnih kupskih pejzaža ("Tamni sjaj zemlje" 1985/86., "Dah druge obale" 1986., "Zeleni kristal" 1986., "Kupska oluja" 1988.). Umro je u Petrinji 21. srpnja 1989. To jutro radio je u vrtu pokraj kuće, potom slikao u ateljeu, vratio se na ručak, poslije kojega je prilegao na popodnevni odmor i zaspao u vječnost.

## Izložbe i važnija izlaganja

### Samostalne izložbe
1950. Izložba slika Petar Salopek/Vilko Gliha Selan, Zagreb, Salon "Likum"
1954. Izložba slika Petra Salopeka, Zagreb, Salon "ULUH"
1958. Izložba Petra Salopeka, Zagreb, Salon "Likum"
1972. Izložba slika Petra Salopeka, Sisak, Galerija muzeja Sisak
1980. Petar Salopek -Tijek krajolika, Zagreb, Galerija "Karas"
1997. Izložba Petra Salopeka, Petrinja, (postumna izložba uz promociju monografije "Petar Salopek"), Galerija "Krsto Hegedušić"
2005. Zbirka Salopek: U traženju nestalih pejzaža, Petrinja, Galerija "Krsto Hegedušić"

### Skupne izložbe
- 1938/39. Pola vijeka hrvatske umjetnosti, Zagreb
- 1940., 1941., 1943., Izložbe hrvatskih umjetnika, Zagreb
- 1946., 1947., 1948., 1950., 1952., 1969., izložbe ULUH-a, Zagreb
- 1950., 1952., 1953., izložbe LIKUM-a, Zagreb
- 1952., Izložba likovnih umjetnika, Petrinja
- 1965., Grupna izložba slikara sisačke regije, Sisak
- 1967., Prva izložba jugoslavenskog portreta, Tuzla
- 1971., Druga izložba jugoslavenskog portreta, Tuzla
- 1974., Likovne teme danas, Zagreb
- 1974., Krleža u djelima likovnih umjetnika, Osijek
- 1977., 1984., 1985., 1986., 1987., 1988., postavi recentnih radova HDLU, Zagreb
- 1986., Izložba u povodu 40-godišnje djelatnosti HDLU, Zagreb
- 1987., Likovni stvaraoci Siska, Heidenheim
- 1991., Likovni tragovi profesora koji su radili u Petrinji, Petrinja
- 2015., Petrinjski atelijeri, Petrinja

### Najznačajnija djela
- Zagorski pejzaž, ulje na platnu, 1937.
- Motiv s Krke, ulje na platnu, 34x46 cm, 1938/39
- Autoportret, ulje na platnu, 1943.
- Pejzaž s Kupe, ulje na platnu, 64x77 cm, 1950.
- Kupači I, ulje na platnu, 40x55 cm, 1956/58.
- Tri kupačice, ulje na platnu, 55x65 cm, 1958.
- Kupa, ulje na platnu, 33x46 cm, 1966.
- Kupačice, ulje na platnu, 116x90 cm, 1967.
- Oluja nad Kupom, ulje na platnu, 45x54 cm, 1968/70.
- Ljudi s Kupe I, ulje na platnu, 105x70 cm, 1969/70.
- Crveni kupski pejzaž, ulje na platnu, 28x41 cm, 1972.
- Blumen II, ulje na platnu, 50x40 cm, 1972.
- Portret D.S., ulje na platnu, 62x50 cm, 1976.
- Vrbe nad Kupom I, akvarel, 25x35 cm, 1978.
- Vrbe nad Kupom II, akvarel, 21x25 cm, 1978.
- Riječna obala, ulje na platnu, 30x38 cm, 1984.
- Tamni sjaj zemlje, ulje na platnu, 54x65 cm, 1985/86.
- Dah druge obale, ulje na platnu, 54x65 cm, 1986.
- Zeleni kristal, ulje na platnu, 100x146 cm, 1986.
- Kupska oluja, ulje na platnu, 57x43 cm, 1988.